# Préveranges
Préveranges är en kommun i departementet Cher i regionen Centre-Val de Loire i de centrala delarna av Frankrike. Kommunen ligger  i kantonen Châteaumeillant som tillhör arrondissementet Saint-Amand-Montrond. År 2022 hade Préveranges 522 invånare.

## Befolkningsutveckling
Antalet invånare i kommunen Préveranges
Referens:INSEE